# Clematis boninensis
Clematis boninensis là một loài thực vật có hoa trong họ Mao lương. Loài này được Hayata mô tả khoa học đầu tiên năm 1911.